# فرنسيس أوزوالد بينيت
فرنسيس أوزوالد بينيت (بالإنجليزية: Francis Oswald Bennett)‏ هو طبيب نيوزلندي، ولد في 19 فبراير 1898 في كرايستشرش في نيوزيلندا، وتوفي في 4 أغسطس 1976.